# Антарктический климат

Границы антарктического климата по Алисову

Антарктический климат — климат Антарктиды и примыкающих к ней океанических районов Антарктики.
Внутриматериковые районы, над которыми развит Антарктический антициклон, характеризуются очень низкими температурами, слабыми ветрами. На береговом склоне осадки значительно возрастают, а ветры усиливаются, развиваются стоковые ветры. На побережье ветры очень сильны, температуры сравнительно высоки. Над антарктическими частями океанов — резкие колебания давления, сильные циклонические ветры, сравнительно однородный температурный режим.
Антарктический климат полярный континентальный (исключая побережье). Несмотря на то что в Центральной Антарктиде зимой в течение нескольких месяцев продолжается полярная ночь, годовая суммарная радиация приближается к годовой суммарной радиации экваториальной зоны. Станция Восток — 5 ГДж/(м² год) или 120 ккал/(см² год)], а летом достигает очень больших значений — до 1,25 ГДж/(м² мес.) или 30 ккал/(см² мес.). Однако до 90 % приходящего тепла отражается снежной поверхностью обратно в мировое пространство и только 10 % идёт на её нагревание. Поэтому радиационный баланс Антарктиды отрицательный, а температура воздуха очень низка.

## Климат внутриматериковых районов
В Центральных районах Антарктиды регулярные метеонаблюдения ведутся на станциях Амундсен-Скотт и Восток. Минимальная зарегистрированная температура на станции «Купол Фудзи» −91,2 °C. Средняя температура зимой от −60 до −70 °C, а летом от −25° до −45 °C.
Самым тёплым днём на внутриконтинентальной станции Восток за всё время её существования (а эта станция действует с 16 декабря 1957 года) был день 16 декабря 1957 года, когда столбик спирта в термометре поднялся до −13,6°С. Такие высокие температуры связаны с вторжением на материк циклонов с океана, что случается крайне редко. На станции Амундсен-Скотт, располагающейся на южном полюсе, климат немного мягче, вследствие того, что она находится чуть ближе к побережью.
В некоторых регионах юго-восточной Антарктиды среднегодовая температура может составлять −60,1 градуса. Зимой колебания температур немного меньше, чем летом. На станции Восток с апреля по сентябрь минимальная температура воздуха ниже −80 градусов, а среднемесячная ниже −70 градусов. При этом почти до середины апреля и с начала третьей декады сентября на станции средняя температура выше −70 градусов. Абсолютные минимумы температуры наиболее низкие на станциях Полюс недоступности, Куньлунь, Восток, «Купол Фудзи», Восток-1.
| Показатель                    | Янв.  | Фев.  | Март  | Апр.  | Май   | Июнь  | Июль  | Авг.  | Сен.  | Окт.  | Нояб. | Дек.  | Год   |
| ----------------------------- | ----- | ----- | ----- | ----- | ----- | ----- | ----- | ----- | ----- | ----- | ----- | ----- | ----- |
| Абсолютный максимум, °C       | −12,2 | −21   | −35,6 | −33   | −41,6 | −40,1 | −34,1 | −36,1 | −38,3 | −24,5 | −23,9 | −13,2 | −12,2 |
| Средний суточный максимум, °C | −28   | −39,4 | −53,9 | −61,6 | −62,3 | −61,7 | −62,5 | −64,5 | −61,8 | −52,1 | −37,7 | −27,7 | −51,1 |
| Средняя температура, °C       | −31,9 | −44,1 | −57,8 | −64,7 | −65,6 | −65,4 | −66,5 | −67,8 | −66   | −57,1 | −42,5 | −31,5 | −55,1 |
| Средний суточный минимум, °C  | −36,7 | −49,2 | −61,4 | −67,3 | −68,1 | −68,4 | −69,3 | −70,9 | −69,7 | −63,1 | −48   | −36,4 | −59   |
| Абсолютный минимум, °C        | −55,1 | −64   | −75   | −86   | −81,2 | −83,8 | −89,2 | −85,4 | −85,9 | −76,1 | −62,6 | −50,1 | −89,2 |
| Норма осадков, мм             | 0     | 0     | 1     | 2     | 3     | 2     | 2     | 2     | 2     | 2     | 1     | 1     | 18    |
| Источник: Погода и Климат.    |       |       |       |       |       |       |       |       |       |       |       |       |       |

Общим для климата центрального региона Антарктиды является крайне низкое годовое количество осадков. Осадки, в основном, выпадают в виде ледяных игл, так называемой «алмазной пыли» и изморози. Скорость ветра незначительна, но по мере приближения к материковому склону она возрастает.

## Климат берегового склона
На побережье, особенно в районе Антарктического полуострова, температура воздуха достигает летом +10 °C, а в среднем в самый тёплый месяц (январь) составляет 1 °C… 2 °C. Зимой же (июль) на побережье температура в среднем за месяц колеблется от −8° на Антарктическом полуострове до −35 °C у края шельфового ледника Росса. Холодный воздух скатывается из центральных районов, образуя стоковые ветры, достигающие у побережья больших скоростей (средняя годовая до 12 м/сек), а при слиянии с циклоническими воздушными потоками превращающиеся в ураганные (до 50—60, а иногда и 90 м/сек). Вследствие преобладания нисходящих потоков относительная влажность воздуха небольшая (60—80 %), у побережья и особенно в антарктических оазисах снижается до 20 и даже 5 %. Сравнительно мала и облачность. Осадки выпадают почти исключительно в виде снега: в центре материка их количество достигает в год 30—50 мм, в нижней части материкового склона оно увеличивается до 600—700 мм, несколько уменьшается у его подножия (до 400—500 мм) и снова возрастает на некоторых шельфовых ледниках и на северо-западном побережье Антарктического полуострова (до 700—800 и даже 1000 мм). В связи с сильными ветрами и выпадением обильных снегов очень часты метели.

## Климат побережья
Холодный воздух, приходящий на побережье из глубинных районов материка, опускаясь по склону, заметно нагревается в результате адиабатического процесса (повышение температуры воздуха в результате его сжатия). К тому же, сюда часто заходят циклоны, зарождающиеся над просторами Южного океана в более северных широтах. Сказывается также и непосредственное отепляющее влияние океана. Хотя прибрежные воды почти круглый год покрыты льдом и температура их близка к точке замерзания, но вода все же значительно теплее воздуха и между ними постоянно происходит теплообмен. Поэтому температура воздуха на побережье, как правило, не опускается ниже −40…−45 °C.
На большей части побережья средние годовые температуры воздуха равны −10…−12 °C. Только на северной оконечности Антарктического полуострова они поднимаются до −5 °C. Средние температуры самого теплого летнего месяца — января, который соответствует июлю северного полушария на большей части побережья −4 °C. Только в некоторых прибрежных оазисах да на северо-западном побережье Антарктического полуострова средняя месячная температура января положительна (+2 °C).
Иногда на побережье в редкие летние тихие ясные дни в течение нескольких часов (или, очень редко, суток) столбик термометра поднимается выше нуля. Так, в Мирном за все время его существования (с 1956 года) были случаи, когда температура воздуха достигала +8 °C. Однако держатся положительные температуры в Антарктике очень недолго. В Мирном наиболее теплым оказалось лето 1956—57 года, когда положительные температуры наблюдались в общей сложности на протяжении немногим более 1000 часов, но зато в летний сезон 1961—62 года термометр показывал выше нуля в общей сложности всего лишь около 70 часов. Следует, однако, заметить, что начиная с 1956 года, когда стали вестись метеорологические наблюдения в Мирном, не было ни одного лета без положительных температур.
Совершенно иная картина наблюдается на Антарктическом полуострове, особенно на его северо-западном побережье. Здесь положительные температуры воздуха могут наблюдаться в любое время года. Даже в середине зимы двадцатиградусные морозы могут сменяться оттепелями, и тогда вместо снега начинает моросить дождь. Максимальная температура воздуха, зарегистрированная в этом районе, наблюдалась в разгар зимы. В июле 1958 года на восточном побережье полуострова Тринити во время фёна температура воздуха поднялась до +14 °C.

## Морской антарктический климат
Антарктика — наиболее суровая область земного шара, для которой характерны низкие температуры воздуха, сильные ветры, снежные бури и туманы.
Положение Антарктики в высоких широтах обусловливает сравнительно небольшие значения годового радиационного баланса у северной границы [1,25-1,7 Гдж/(м² год)или 30-40 ккал/(см² год)] и отрицательные на антарктическом материке [до −0,2 Гдж/ (м² год) или до −5 ккал/(см² год)] и в области распространения морских льдов, что вызвано большим альбедо снежной поверхности.
Вследствие резкого охлаждения воздушных масс над материком образуется область повышенного давления — антарктический антициклон, над сравнительно более тёплым океаном, наоборот, образуется циклонический пояс, вдоль которого циклоны движутся с запада на восток. В циклонах преобладают восходящие токи воздуха, что создаёт внизу недостаток, а на значительной высоте избыток воздуха, или высотный антициклон. Вследствие этого на больших высотах происходит заток сравнительно тёплого и влажного воздуха с океана на материк; избыток воздуха удаляется с материка стоковыми ветрами. Межширотный обмен воздушных масс приводит к некоторому выравниванию температур воздуха, однако почти вся Антарктида, обладая континентальным климатом, является областью постоянного мороза. В субантарктических районах вследствие большой теплоёмкости водных масс годовой ход температуры воздуха очень ровный: средние температуры самого тёплого месяца не превышают +10 °C, самого холодного — обычно не опускаются ниже 0 °C в северных районах и ниже −10 °C — в южных.
Вторжения холодных масс материкового воздуха на север (Антарктические воздушные массы) и влажных океанических масс на юг(на материк) создают резкие изменения погодных условий на небольших расстояниях. В северной части Антарктики господствуют западные ветры, часто ураганной силы — до 75 м/сек. (так называемые «неистовые пятидесятые широты»). Близ материка господствуют ветры восточных направлений, которые, сливаясь со стоковыми ветрами преимущественно юго-восточных направлений, образуют поток воздуха вдоль побережья с востока на запад. Осадки вблизи побережья выпадают почти исключительно в виде снега, на северных островах часто выпадают и дожди. Количество осадков меняется от 300—500 мм у побережья Восточной Антарктиды до 1000 мм и более в год у северо-западного побережья Антарктического полуострова и на субантарктических островах.
Снеговая граница, находящаяся у побережья Антарктиды почти повсюду вблизи уровня моря, по мере продвижения к северу повышается и достигает на островах Южная Георгия и Кергелен высот около 650—1000 м. Вследствие этого материк и близлежащие острова имеют покровное оледенение, а более северные районы — горное с отдельными ледниковыми куполами; только невысокие острова (Маккуори, Крозе) совсем не имеют ледников.

## Климат антарктических оазисов
Антарктическими оазисами называют не покрытые льдом участки береговой зоны Антарктиды. Площадь таких участков составляет от нескольких десятков до нескольких сотен квадратных километров. По физико-географическим особенностям выделяются несколько типов оазисов: низкогорно-холмистые, межгорные, горные антарктические. В рельефе присутствуют следы покровного оледенения. Активные физические и химические процессы выветривания окрашивают выходы коренных пород в красно-коричневый цвет. Местами присутствует много озер. В больших пресных озерах глубины достигали 50 м, а температура воды — примерно +4°. В этих озерах были обнаружены красные рачки, циклопы и нитчатые водоросли. В замкнутых солоноватых водоемах оказались черви нематоды и микроскопические сине-зеленые водоросли. На дне малых водоемов эти водоросли образовали сапропелевые илы. В некоторых водоемах грунт содержал большое количество сероводорода.
Метеорологическими наблюдениями удалось обнаружить резко выраженный местный климат оазиса с положительным тепловым балансом на его поверхности, обусловленным большим поглощением солнечного тепла темной поверхностью скал. Наличие местного климата, способного влиять на тепловой режим атмосферы в окружающих оазис ближайших районах, обусловливается достаточно большими его размерами. Как показали проведенные в оазисе актинометрические наблюдения, на каждый квадратный сантиметр его поверхности поступает за сутки летом 680 ккал тепла, причем отражается от поверхности только 15 %, остальная часть поглощается темной поверхностью скал. Следует указать, что поверхность окружающих оазис льдов отражает 76 % падающей на нее тепловой энергии солнца. Температура воды в малых водоемах достигала +9°С. Среднегодовая температура воздуха на 1—2 °C выше окружающей оазис территории (летом может быть выше 5—6 °C). Каменистая поверхность иногда прогревается до 40 °C. Осадков выпадает 200—300 мм в год в основном в виде снега. Животный мир очень беден, в антарктических оазисах встречаются несколько видов насекомых, из птиц гнездятся буревестники и поморники, в некоторых оазисах встречается пингвин Адели.
Температура в оазисах Антарктиды в ясную погоду достигает до +30 градусов за счет нагревания поверхности с частичным присутствием снега.